# Muhammad ibn al-Tayyib al-Kadiri
Abu-Abd-Al·lah Muhàmmad ibn at-Tayyib ibn Abd-as-Salam al-Hassaní al-Qadirí, més conegut simplement com al-Qadirí (Fes, 14 d'abril de 1712 - 11 de novembre de 1773) fou un historiador i biògraf marroquí d'origen xerifià. Va escriure diverses obres centrades principalment en biografies. Nashir al-Mathani, la seva principal obra, és un diccionari biogràfic del Marroc del segle xviii que inclou un sumari amb una cronologia. Al-Qadirí era el net del genealogista Abd-as-Salam al-Qadirí.
Iltiqat al-durat (wa-mustafad al-mawaiz wa-al-ibar min akhbar wa-ayan al-mia al-hadiya wa-althaniya ashar) (1983) és una autobiografia.